# Union sportive Montréjeau Gourdan-Polignan XV
 (mai 2023).
Si vous disposez d'ouvrages ou d'articles de référence ou si vous connaissez des sites web de qualité traitant du thème abordé ici, merci de compléter l'article en donnant les références utiles à sa vérifiabilité et en les liant à la section « Notes et références ».
Actualités
Dernière mise à jour : 18 mai 2023.
L'Union sportive Montréjeau Gourdan-Polignan XV (ou US Montréjeau Gourdan-Polignan, USMGP XV) est un club de rugby à XV français basé à Montréjeau (Haute-Garonne) fondé en 1921. Il fait partie de la Ligue régionale Occitanie de rugby. Le club évolue en Régionale 2 en 2024-2025.

## Histoire

### Les débuts du rugby montréjeaulais (1905-1921)
Il n'existe que très peu de source sur la pratique du sport ovale dans la ville montréjeaulaise. Cependant, on peut remonter en 1905, année où laquelle Montréjeau affronta le Stade saint-gaudinois. On note également que le 16 avril 1908, Montréjeau rencontre les Bruyères de Lannemezan.
La Première Guerre mondiale a des conséquences car nombreux de ses jeunes joueurs sont tombés sur le champ de bataille et d'autres ne peuvent plus pratiquer le rugby.

### Naissance de l'USM, de son premier titre de champion de France de 4e série à son premier coup d'arrêt (1921-1939)
L'Union sportive montréjeaulaise est créée, selon les sources, « le 25 juillet 1919 [...] et la société fut agréée le 3 juin 1920» ou en avril 1921, par Achille Antichan, président du club jusqu'en 1926. Comme beaucoup de club à l'époque, il s'agit d'un club omnisports ou l'athlétisme, la gymnastique et le rugby à XV sont pratiqués par l'USM.
Montréjeau évolue sur un terrain situé au pied de la côte de Capdeville. En 1921, l'USM devient locataire d'un terrain pour pratiquer ses activités. L'année suivante, elle en devient la propriétaire : c'est le futur stade du Château d'Eau.
Lors de la saison 1920-1921, l'USM concoure dans le championnat de France de 4e série. Le 1er mai 1922, l'USM devient champion de France en battant 8 à 3 le Réveil basco-béarnais de Sucy-en-Brie, au stade de Colombes. La même saison, Montréjeau est champion des Pyrénées de la même série. Le club poursuit sa lancée en 3e série du championnat de France et remporte le championnat des Pyrénées de 3e série.
La saison 1921-1922 voit la montée en 2e série de l'USM et s'y maintien jusqu'en 1927. De 1927 à 1931, elle évolue en 3e série. En 1931, l'USM revient en 2e série. On note que le club remporte pour la seconde fois le championnat des Pyrénées de 3e série en 1934. Le club est en 2e série jusqu'en 1939, année où ils seront finalistes du championnat des Pyrénées.
Au printemps 1939, l'USM se voit accéder à la division Promotion (l'équivalent de la Fédérale 1 actuelle). Hélas, avec la guerre, le club se voit évoluer en 4e série régionale en 1940.

### Le rugby montréjeaulais pendant la guerre (1940-1945)
Le président de l'USM, Pierre Labayle est responsable du réseau britannique Prunus, affilié au SOE. Entre 1942 et 1943, année de son arrestation, il organise de nombreuses réception de parachutage. Il sera déporté au camp de Buchenwald, à son retour, il ne s'occupe plus de la gestion de l'US Montréjeau. Le vice-président du club, Jean Dufor fonde « Libérer et Fédérer » et résiste, lui aussi, face à l'occupant. A la fin de la guerre, il sera décoré du titre de « Juste de France ».
Nombreux sont les joueurs envoyés au STO. Afin de soutenir et prévenir ses membres, un comité de soutien est créé et une revue voit le jour. Le 2 mai 1943, un match est organisé entre les vétérans et les joueurs de l'USM en soutien aux prisonniers de guerre.
La saison 1943-1944 voit l'USM championne d'Armagnac-Bigorre de 3e série en battant Mauvezin sur le score de 25 à 11. La même saison, l'USM est également championne des Pyrénées de la même série (troisième titre) face au SC Rieumois (11-0).
L'année suivante, Montréjeau arrive en finale du championnat des Pyrénées de 2e série.

### L'âge d'or de Montréjeau (1945-1960)
En 1945 est réactivée la Coupe de France sous la forme « inter-clubs ». Durant cette édition, Montréjeau bat en le FC Auch (6-5) puis le CA Lannemezan (4-0). 
Durant la saison 1950-1951, Montréjeau est vice-champion de France de Promotion, face à Saint-Claude (6-3) à Avignon. L'année d'après, elle termine vice-championne des Pyrénées Honneurs face à Castelsarrasin. En 1954-1955, l'USM devient champion des Pyrénées Honneurs face à l'US Portésienne sur le score de 11 à 3. Durant la même saison, face au Stade foyen (13-0), le capitaine François Soro, frère de Robert Soro, est sacré champion de France Honneurs. Cependant, le club ne monte pas en deuxième division (ou division Fédérale) puisque la 3e division du championnat de France (division Excellence) est créée pour la saison suivante. Dès lors, l'USM reste en troisième division.
Le 30 septembre 1956, lors d'un match amical, Montréjeau affronte le Castres olympique au stade des Ponts-Jumeaux à Toulouse. C'est durant ce match que le joueur emblématique tarnais Jean Pierre-Antoine, (double champion de France 1949 et 1950), après un choc à la tête, s'effondre dans les douches du vestiaire. Il est transporté à l'hôpital de Purpan où il succombe à une thrombose artérielle le 2 octobre 1956, à l'âge de 35 ans. 
Au Parc des Sports de Sauclières de Béziers, l'USM bat le RC Guéretois sur le score de 9 à 3 et devient pour la seconde fois champion de France de 3e division en 1958. Toujours la même saison, ils sont champions des Pyrénées de 2e et de 3e division sans avoir perdu de matchs de la saison sur les deux tableaux.
En 1958-1959, Montréjeau bat Daumazan-sur-Arize à Saint-Girons (11 à 9) et devient champion des Pyrénées de 2e et de 3e division. Durant cette même année, l'USM évolue en deuxième division du championnat de France, ils se qualifient pour les huitièmes de finale et gagnent 6 à 3 face à l'Avenir moissagais. Néanmoins, ils s'inclinent à Aurillac face au Lyon OU en quart de finale. Pour cette édition, la FFR décide de promouvoir, en division 1, toutes les équipes quart finalistes de division 2. Des suites d'une décision arbitrale, litigieuse selon les dirigeants montréjeaulais, l'USA Limoges monte à la place de Montréjeau prétendument pour une meilleure répartition géographique.
Lors de la saison 1960-1961, Montréjeau tombe dans la poule du Stade lavelanétien, Stade bagnérais et le CA Lannemezan. Il réussissent à vaincre le leader Lavelanet (11 à 8) mais ne se qualifie pas pour la phase suivante. L'année suivante, l'USM est reléguée en 3e division.

### Années difficiles, révélation de jeunes joueurs et remontée en2edivision (1962-1980)
Montréjeau va résider en troisième division sans briller et restant quatrième voire cinquième (évitant les relégations). En 1967-1968, l'USM remporte la coupe de télévision espagnole, coupe remise par le président de la fédération espagnole de rugby (FER) en battant une sélection commingeoise de joueur de première division française (18-15).
Lors de la saison 1969-1970, la FFR sanctionne l'USM. Lors de la rencontre à Rieumes, un joueur montréjeaulais frappa un arbitre et est radié à vie. Le match est, dès lors, perdu (2-0) pour l'équipe adverse et prend 2 points de pénalité, privant l'USM de 32e de finale.
La saison 1970-1971 voit la qualification en 32e de finale de l'USM face à Canet (16-8) mais chute lors du match d'accession pour la deuxième division, face à l'AS bortoise (0-3). L'année suivante, elle bat Souillac en 32e de finale sur le score de 18 à 6, mais échoue une nouvelle fois en perdant le match de la montée en 16e contre Villemur sur le score de 9 à 0.
Lors de la saison 1972-1973, Serge Gabernet et Gérald Martinez sont intégrés dans l'équipe première. Ces jeunes joueurs font hisser le club en quart de finale, contre Ussel à Cahors. L’aventure s’arrêtera à Auch en demi-finale contre Mugron mais voit la montée du club en deuxième division.
Pour son retour en deuxième division en 1974-1975, l’USM se qualifie comme meilleur 6e de son secteur en battant en match de poule le futur champion de France Castelsarrasin sur le score de 20 à 0. Hélas, le club ne parvient pas à monter contre le FC Oloron au stade Jules-Soulé de Tarbes (13-0). Idem, l'année suivante, après avoir terminé 3e de sa poule, l’USM élimine Saint-Sever en 32e, mais perd à Nérac contre l'US Objat (9 à 6), le match de la montée en 1re division groupe B (équivalent de la Pro D2 actuelle).
Entre 1975 et 1980, le club reste résident à la deuxième division mais retrouve la troisième division à l'issue de la saison 1979-1980.

### Entre 3e division et Honneur, retour de l'USM en deuxième division et réorganisation en Nationale 2 (1980-1999)
Les montréjaulais restent en 3e division durant l'année 1980-1981. L'année suivante, le club ne parvient pas à se maintenir et descend en Honneur et y restera jusqu'à la saison 1985-1986. Malgré un retour en 3e division, l'USM stagne et revoit le club sombrer en Honneur lors de la saison 1988-1989. Pour son retour en Honneur, l'USM n'arrive pas à se qualifier pour les phases finales durant la saison 1989-1990.
Cependant, la saison 1990-1991 voit le retour en force de l'USM. Le club remonte en 3e division après avoir battu Savigny et Sallanches mais rate son quart de finale face à Saint-Juéry. Les saisons 1991-1992 et 1992-1993 sont similaires et les montréjeaulais n'arrivent pas à qualifier pour les play-off. Néanmoins, lors de la saison 1993-1994, Montréjeau termine premier de sa poule et arrive en finale de la Fédérale 3 contre Mèze (14 à 3) à Blagnac. Cette saison voit aussi Montréjeau en finale du Challenge de l'Espoir et remporte le challenge contre Louey-Marquisat à Linxe sur le score de 15 à 12. Ces résultats sont synonyme de retour en deuxième division.
Les « Rouge et Noir » réalisent une belle saison 1994-1995, ils retrouvent en 16e de finale contre Orthez qu’ils avaient déjà dans la poule de play-off. Hélas, ils les battent à Pontacq. Lors de la saison 1995-1996, l’USM retrouve 25 ans après le Stade saint-gaudinois pour deux rencontres que nos favoris
remportent. L'AS fleurantine est battue 18 à 6 par Montréjeau mais chute contre le SC Pamiers (16-6) en huitièmes, toujours à Blagnac. Cette défaite ne permet pas aux montréjaulais de tenir face au Saint-Jean-de-Luz olympique (26-0) pour le match de barrage pour l'accession en groupe B.
La saison 1997-1998 est similaire que la précédente. L'USM fait une bonne saison, malgré une défaite à Saint-Gaudens, leurs rivaux. Durant cette édition, ils échouent encore au match de barrage contre Ussel. Néanmoins, Montréjeau se console à l’Isle-Jourdain, en remportant le Challenge de l'Essor au bénéfice des cartons, l'AS fleurantine ayant reçus un rouge après un nul après prolongation (3-3).
Avec la professionnalisation du rugby français, la hiérarchie des échelons amateurs est chamboulée. Avec la création de la deuxième division professionnelle l'Élite 2 (remplace le Division 1, Groupe A2), la Nationale 1 remplace le groupe B et la 2e Division devient la Nationale 2.
Ainsi, l'USM se situe en Nationale 2 et première place de sa poule, après avoir vaincu Nogaro en 16e sur le score de 26 à 18. Ils s’inclinent en 8e contre Lormont(18 à 15). Le 16 mai 1999, Montréjeau remporte contre Mugron à Vic-en-Bigorre une montée en Nationale 1.

### Naissance de l'USMGP XV, début dans l'élite amatrice et rechute en Fédérale 3 (1999-2010)
L'Union sportive montréjaulaise devient l'Union sportive Montréjeau Gourdan-Polignan XV (USGMP XV) et remporte la troisième édition du Challenge du Comminges pour la première fois face au Stade saint-gaudinois (22-7) après deux échecs consécutifs. Pour leur première en Nationale 1, ils sont repêchés, évitant la descente en N2.
Lors de la saison 2000-2001, ils obtiennent la 3e place qualificative de la poule et termine sa saison en barrages de N1, battue par Fumel. En 2002, l’USMGP échoue contre Blagnac (29-11) en quart de finale de Fédérale 1 pour la montée en Pro D2.
Des suites des problèmes extra-sportifs, l'USMGP n'arrive plus à tenir et obtint, pour la saison 2003-2004, de concourir en Fédérale 3. En F3, Montréjeau termine première de sa poule, mais ne parvient pas à passer les 32èmes de finale battue par Castelnaudary. En 2007, le club échoue à monter en Fédérale 2.
La saison 2009-2010, le club monte directement en Fédérale 2, mais ne franchit pas les 16èmes de finale. Les « Rouge et Noir » remportent le Challenge du Comminges et sont finalistes du Chalenge de l’Espoir. Pour les saisons 2009-2010 et 2010-2011, Luchon rejoint le club et il devient alors l'Union sportive Montréjeau Gourdan-Polignan Luchon XV (USMGPL XV). Malgré cette nouvelle union, le club est relégué en Fédérale 3. Montréjeau  concède 18 victoires, 1 nul et 3 défaites, mais sont éliminés dès les 32e de finale.

### De retour en Honneur, la chute et le résurrection du club (2010-)
Si les résultats permettent à l'USMGP de se maintenir en F3, l'équipe est reléguée en Honneur pour n’avoir pas pu aligner une équipe de juniors, le Comminges perd son seul représentant en Fédérale. En 2014, les « Rouge et Noir » ratent la qualification des play-off mais assurent leur maintien en Honneur et remportent la Coupe des Pyérénées.
Pour l'exercice 2015-2016, le club est en difficulté et déclare forfait. Seule l’équipe Belascain du rassemblement Haut-Comminges (entente Montréjeau/Saint-Gaudens/Boulogne) représentera le club ; l’école de rugby et l’équipe cadette assurant l’avenir. Le club est rétrogradé d’Honneur en 1ère série.
Les « Rouge et Noir » repartent en 1ère série en 2016. L'équipe termine seconde de sa poule derrière l'US fuxéenne, mais perd le match de l’accession en Honneur. Lors de la saison 2017-2018, l'USMGP devient le dernier champion des Pyrénées en battant Mirepoix à Carbonne (18-12). En championnat, ils échouent en quart de finale face à Arcangues.
Lors de la saison 2018-2019, Montréjeau Gourdan-Polignan est invaincue tout au long de la saison. Si l'équipe 2 de l’USMGP devient championne d’Occitanie en remportant le titre contre Trie-sur-Baïse (22-7). C'est à Nay, le 23 juin, devant 3 000 spectateurs l’USMGP remporte son 4ème titre de championne de France en battant Habas sur le score de 16 à 13 après prolongations,.
Avec la crise du Covid-19, l'USMGP reste champion de France et « a été classée No 6 d’Occitanie pour cette saison 2019-2020 tronquée, restant à la porte de la montée en Fédérale 3 ».
Des saison 2020 à 2024, ils évoluent  en Régionale 1. Dernier, ils descendent en Régionale 2 en 2024.
Lors de la saison 2024-2025, ils acquièrent la seconde place de la Poule 5 et accèdent aux huitièmes de finale pour la qualification en R1 Occitanie. De plus, cela les qualifient pour la finale du Bouclier des terroirs du Conseil départemental de la Haute-Garonne et de la Ligue régionale Occitanie de rugby. Le 23 mars 2025, l'USMGP s'incline (13-12) face au RC Saint-Jory Bruguières XV au complexe René-Albus à Bruguières.
Néanmoins, l'US Montréjeau Gourdan-Polignan obtient sa montée en Régionale 1 face au CO Saint-Lary et des vallées XV en huitième de finale de R2 Occitanie après une victoire (26-13) à Montréjeau le 30 mars 2025 et une défaite (19-21) à Saint-Lary-Soulan le 6 avril 2025. L'USMGP poursuit son parcours en vainquant l'AS Olonzac Minervois rugby (25-24) au stade Jean-Claude-Mourlan de Ramonville-Saint-Agne en quart de finale le 13 avril 2025. Ils échouent en demi-finale au Complexe sportive à Villefranche-de-Lauragais face à l'Entente Fleury Salles Coursant XV (23-15).
L'USMGP est qualifiée pour la phase finale du championnat de France de Régionale 2. Ils chutent dès les 32e de finale face à l'Entente Lesperon Onesse (32-43) au stade municipal de Jurançon le 18 mai 2025.

## Bilan par saison
| Saison    | Championnat           | Poule | no | Pts | J  | V  | N | D | Pm. | Pc. | Diff. | Bo. | Bd. | Phase finale du Championnat régional | Phase finale du Championnat de France |
| --------- | --------------------- | ----- | -- | --- | -- | -- | - | - | --- | --- | ----- | --- | --- | ------------------------------------ | ------------------------------------- |
| 2024-2025 | Régionale 2 Occitanie | 5     | 2e | 73  | 18 | 12 | 1 | 5 | 554 | 344 | 210   | 5   | 2   | Demi-finale                          | 32e de finale                         |
| 2025-2026 | Régionale 1 Occitanie | 4     |    |     |    |    |   |   |     |     |       |     |     |                                      |                                       |

## Infrastructures
L'USMGP XV a évolué dans trois stades :
- Terrain situé au pied de Capdeville (1921).
- Stade du Château d'Eau (1921-1969), loué par la mairie entre 1921-1922, puis propriété du club à partir de 1922.
- Stade municipal rebaptisé stade Raymond-Rogé (depuis 1969), inauguré le 14 septembre 1969.

## Image et identité

### Couleurs et maillots
Selon les lignes de la chanson de J. Ferrière, l’USM joue durant sa toute première année en bleu, parements blanc et culotte blanche, la seule différence avec le Stade saint-gaudinois sont les bas rouges. Impossible de conserver les mêmes couleurs que le voisin.[réf. nécessaire]
L’histoire raconte qu’à l’époque, les dirigeants avaient commandé des maillots vert et blanc aux couleurs de la ville, mais reçurent des maillots rouge et noir.

### Chant
En 1921, avec la victoire de l'USM en 4e série, J. Ferrière, propriétaire du Terminus Hôtel, compose un hymne à la gloire de Montréjeau.

« A l'Union sportive montréjeaulaise

Montréjeau tu peux être fière !

Les gars au maillot de ciel bleu

Résolus à la mine altière

Sont peu là, sans peur, morbleu !

Quand dans l'arène joue le Stade

L'excellent quinze est remarqué

Et l'on trépigne sur l'estrade

Escomptant bien l'essai marqué.

Qu’ils sont costauds nos beaux stadistes !

Vrais Apollons, musclés d’airain,

Ils vont, affrontant toutes pistes,

Peu leur importe le terrain.

Ils ont connu la grande gloire,

Car de Paris ayant l’accès,

Ils remportèrent la victoire

Qui consacra tous leurs succès.

Nous les voyons plein d’espérance,

N’ayant au cœur qu’un seul désir,

Être encore champions de France

Serait pour eux le grand plaisir.

La Sportive Montréjeaulaise

Par sa maitrise et son sang froid

Pourrait très bien nous combler d’aise

Accomplissant ce bel exploit. »

## Personnalités historiques du club

### Joueurs emblématiques
Durant son histoire, les terres montréjaulaises ont formé de grands joueurs de rugby qui ont joué avec l'équipe de France.
- Omar Derghali

Il jouait au poste de seconde et troisième ligne. Formé à l'USM, il joua pour le Stade bagnérais (1979-1992), étant le capitaine de l'équipe de 1986 à 1992.
Il est vice-champion de France de première division en 1981, et de deuxième division en 1992 avec le Stade Bagnérais. champion de France avec le Comité Armagnac-Bigorre en 1989 ; puis, champion de France 3ème série avec le Yocobal de Pouzac en 1993.
Il est sélectionné en France A’ et B, et convoqué pour la tournée en Australie de 1981. Omar a également fait partie de l’équipe de France de rugby à 7 à Sydney en Australie.
- Fabien Fortassin

Né à Auch, il grandit à Saint-Gaudens.
Il rejoint l'USMGP à 16 ans et y reste de 2000 et 2003 comme buteur. Il rejoint le Tarbes PR et réalise une excellente saison 2006-2007 lauréat du meilleur buteur de Pro D2. Il jouera également à l'US Montauban (2007-2009), au Racing-Métro 92 (2009-2010), retour à Tarbes (2010-2013), Stade rochelais participant à sa montée en Top 14 et auteur du drop décisif face au SU Agen (2013-2016) et finit sa carrière au Biarritz olympique entre 2016 et 2018.
Il se reconvertit comme entraîneur des arrières au BO (2018-2019) puis à Tarbes (2020-2023) et, depuis 2023, est le manager général de Valence Romans DR.
- Serge Gabernet

Natif de Montréjeau, il évolue au poste d'arrière. Il joue début 1970 à l'USM et rejoint le Stade toulousain en 1975. Il est champion de France universitaire en 1976 avec le CREPS de Toulouse. Capitaine emblématique du Stade, il soulève le Bouclier de Brennus en 1985 et 1986, et vice-champion en 1980. Vainqueur de la coupe de France 1984 et finaliste 1985. Il sera également finaliste du Challenge Yves du Manoir 1984.
Le 2 février 1980, Serge Gabernet est appelé pour sa première sélection face à l'Angleterre. Il fait la tournée en Australie 1981 et remporte le Grand Chelem 1981 (3e grand chelem français).
- Laëtitia Grand

Native de Saint-Gaudens, elle évolue au poste de troisième ligne aile ou centre. Elle est formée à l'USMGP, puis rejoint Tarbes, ensuite le RC Lons. Elle est championne de France en 2012 avec Lons.
En équipe de France, elle totalise 32 sélections et marqua 10 points avec les Bleues. Elle participe aux Tournois de 2012, 2013, 2014 et 2015 et à la coupe du monde de 2014. Grand Chelem 2014 (4e grand chelem français) et troisième de la Coupe du monde 2014.
- Roger Llari

Résidant à Saint-Gaudens, il va jouer avec le Stade saint-gaudinois et l'USM remportant le championnat de France de 4e série en 1921.
En 1926, il a joué un seul match avec le XV de France face au XV du chardon, complétant la charnière avec Yves du Manoir.
- Julien Marchand

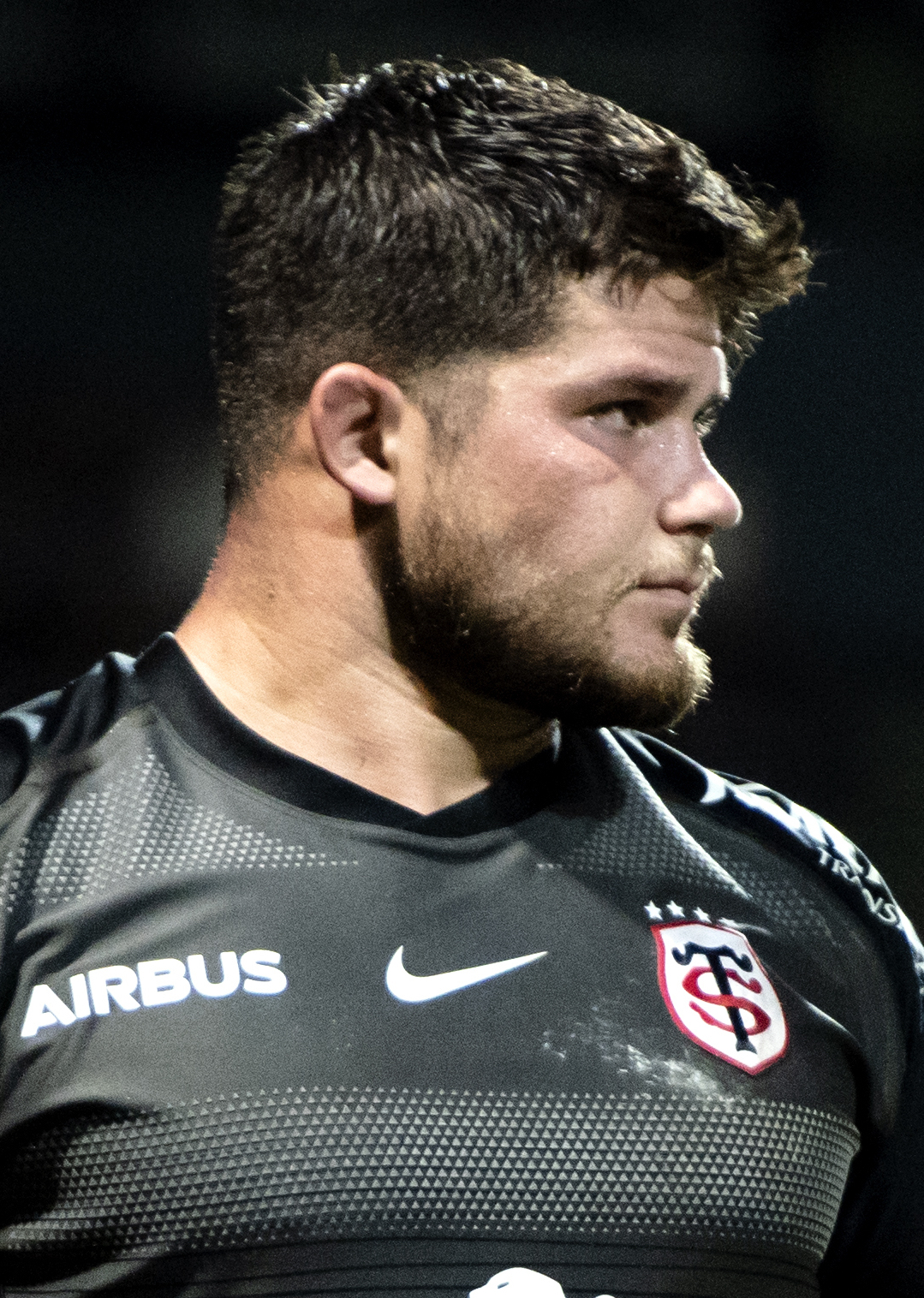
Julien Marchand

Frère de Guillaume, il évolue au poste de talonneur. Formé à l'USMGP de 2003 à 2009, il rejoint le Stade toulousain. En 2013, il est champion de France Crabos. Capitaine de la saison 2018-2019 et lors de la finale de la saison 2024-2025, il remporte le Brennus en 2019, 2021, 2023, 2024 et 2025 puis la Coupe d'Europe en 2021 et 2024 (deux doublés Europe-Championnat).
En équipe de France, il est sélectionné pour la première fois le 24 novembre 2018 contre les Fidji, au Stadium de Toulouse.
Depuis, il a remporté 2 tournois des Six Nations en 2022 et 2025 dont le dixième Grand Chelem en 2022 et le 27e tournoi des bleus en 2025. Il participe également à la Coupe du Monde 2023 en France.
- Guillaume Marchand

Frère de Julien, il évolue au poste de talonneur. Formé à l'USMGP, il rejoint le Stade toulousain puis, le Lyon OU. Il remporte le Brennus en 2019 et 2021, puis la Coupe d'Europe en 2021 avec le Stade et vainqueur du Challenge européen en 2022 et vice-champion en 2025 avec Lyon.
En équipe de France, il est sélectionné en moins de 20 ans et remporte le Tournoi des Six Nations et le Championnat du monde junior en 2018.
- Alex Martinez

Cousin de Gérald Martinez, évolue au poste de 3e ligne. Il joue avec le Stadoceste tarbais (D1) et avec le Stade saint-gaudinois (Groupe B). Il est champion de France universitaire en 1976 avec le CREPS de Toulouse et en 1979 avec l’école de kiné de Toulouse. Vainqueur du Challenge Antoine-Béguère 1978 avec Tarbes.
Il entraine tour à tour l’USMGP et le Stade saint-gaudinois.
- Gérald Martinez

Cousin de Alex Martinez, évolue au poste de demi de mêlée. Il rejoint le Stade toulousain puis le Racing Club de France. Il est Champion de France Universitaire en 1975 et 1976 avec le CREPS de Toulouse. Il est double vice-champion de France 1980 avec le Stade et en 1987 avec le Racing. Vainqueur de la Coupe de France 1985 et finaliste du challenge Yves du Manoir 1984 avec les rouge et noir.
En sélection, il jouera 7 rencontres avec les tricolores (1982-1983). Sa première cape date du 6 février 1982 contre le XV du Poireau.
Il devient président du Racing Club de France entre 1997 et 1999.
En 2006, il est manager de l'équipe de France de moins de 19 ans.